# Джонсон, Мэтью
Мэтью Джонсон (англ. Mathew Jonson) — канадский музыкант работающий в жанре Детройт-техно.

## История
Мэтью Джонсона называют прямым последователем идей детройтского техно. В его музыке чувствуется серьёзное влияние работ Дэррика Мэя (англ. Derrick May) и раннего детройтского техно. Хотя свою первую пластинку Джонсон выпустил в 2001 году — ей стала «New Identity», которая вышла на небольшом канадском лейбле Itiswhatitis — популярность не застала его ждать. Спустя несколько релизов, всеобщее внимание привлекла пластинка «Typerope EP», после которой с ним стали сотрудничать многочисленные именитые лейблы, вроде Perlon, Minus и Kompakt.
Сам Джонсон в 2004 году открыл свой собственный лейбл Wagon Repair, где свою музыку выпускают такие музыканты как Konrad Black, Майк Шеннон (англ. Mike Shannon), Lazy Fat People и Cobblestone Jazz.
Джонсон так же принимает самое активное участие в трио Cobblestone Jazz и The Modern Deep Left Quartet.

## Рекомендуемые релизы
- «New Indentity» (Itiswhatitis recordings, 2001)
- «She Is He» (Itiswhatitis recordings, 2002)
- «Typerope EP» (Itiswhatitis recordings, 2003)
- «Decompression EP» (Minus, 2004)
- «Behind The Mirror / Folding Space» (Sub Static, 2004)
- «Love Letter To The Enemy» (Itiswhatitis recordings, 2004)
- «Marionette» (Wagon Repair, 2004)
- «Followed By Angels EP» (Itiswhatitis recordings, 2004)
- «The Gemini EP» (Itiswhatitis recordings, 2005)
- «Return of the Zombie Bikers» (Wagon Repair, 2005)
- «7.19 FM David» (Wagon Repair, 2005)
- «Automatic» (Wagon Repair, 2006)
- «Midnight Operator» (Wagon Repair, 2007)
- «Stop / Real Dreams» (Wagon Repair, 2007)
- «Symphony for the Apocalypse: New Age Revolution» (Wagon Repair, 2008)
- «The Big Dipper EP» (Wagon Repair, 2008)
- «Walking On The Hands That Follow Me» (Wagon Repair, 2009)
- «Ghosts In The Al» (Wagon Repair, 2009)
- «Agents of Time» (Wagon Repair, 2010)
- «Learning To Fly» (Minus, 2011)
- «Panna Cotta / Passage to the Other Side» (Itiswhatitis recordings, 2012)